# 北野熊喜男
北野 熊喜男（きたの ゆきお、1907年2月13日 - 1989年6月3日）は、日本の経済学者。神戸大学名誉教授。

## 経歴
出生から修学期
1907年、大阪府大阪市北区堂島で生まれた。1918年（大正7年）に大阪市立天王寺商業高等学校を卒業し、神戸高等商業学校（現・神戸大学）に進んだ。1928年に同校を卒業。続いて京都帝国大学経済学部に進み、1932年に卒業。
経済学研究者として
卒業後は、1933年から1935年まで京都帝国大学経済学部副手に採用された。同1933年より同志社高等商業学校講師を務め、1936年からは教授。1939年より和歌山高等商業学校講師、同年教授昇進。
戦後の1945年より福島経済専門学校教授を務めた。1947年に神戸経済大学教授となり、1949年からは大阪大学教授を兼任した（1954年まで）。1950年に神戸経済大学が新制大学への移行に伴い閉校となったため、その後は神戸大学経済学部教授。1957年に学位論文『経済社会学の基本問題』を神戸大学に提出して経済学博士号を取得。1968年からは経済学部長を務めた。1970年に神戸大学を定年退官し、名誉教授となった。その後は神戸学院大学教授として教鞭をとり、1985年に退任。
学界では、1981年から1984年まで経済社会学会会長を務めた。また、日本学術会議会員に選出された。

## 著作

### 著書
- 『経済政策原理』三和書房 1954
- 『社会主義と近代経済理論』ミネルヴァ書房 1961
- 『社会経済学原理』日本評論社 1970
- 『経済政策論の立場』三和書房 1974
- 『経済体制の基本分析』三和書房 1974
- 『経済と社会と国家：経済社会学原理』三和書房 1975
  - 再版 新評論 1977
- 『経済における生と学』三和書房 1978

### 編著
- 『経済学教材』編、三和書房 1951
- 『近代経済学の展開』(経済学説全集 10) 編 河出書房 1956

### 訳書
- 『価値資本及地代』ウイクセル著、日本評論社 1937
- 『利子と物価 貨幣の交換価値決定原因に関する研究』ウイクセル著、服部新一共訳、日本評論社 1939
  - 再版 日本経済評論社 1984
- 『競争・独占・計画経済』ミイド著、訳編、敞文館 1943
- 『計画経済と資本経済』ピグウ著、増進堂(計画経済論叢) 1944
- 『計画経済の均衡理論：計画経済論叢』エンリコ・バロオネ（英語版）著、訳編 増進堂 1944
- 『経済学入門：分析と政策』J.E.ミイド著、木下和夫共訳 東洋経済新報社 1952
- 『社会主義対資本主義』A.C.ピグウ著、東洋経済新報社 1952

### 記念論文集
- 『経済と社会の基礎分析 北野熊喜男博士古稀記念論文集』向井利昌・百々和編集、古稀記念論文集刊行会 1979